# Mötet i Vadstena 1524
Mötet i Vadstena 1524 var en sammankomst som hölls i Vadstena för att diskutera och besluta om Sveriges angelägenheter. Det inleddes den 1 januari 1524 och avslutades den 7 januari 1524.
Detta möte och en tidigare möte i Söderköping i oktober 1523 behandlade främst ett eventuellt krigståg för att erövra Gotland. Detta uppmuntrades i detta möte i Vadstena i början av januari 1524, vilket även hade stöd från hansastaden Lübeck.  Krigståget kom dock inte till stånd då Danmark motsatte sig detta och i Malmö recess i augusti 1524 sköts frågan till ett skiljedomsförfarande midsommaren 1525.